# Владо Ласковски
Владо Ласковски (на македонска литературна норма: Владо Ласковски) е журналист, колумнист и есеист от Република Македония, основател, пръв директор и главен редактор на „Битолски Весник“.

## Биография
Роден е в 1932 година в село Цапари, Битолско, тогава в Кралство Югославия. Завършва основно образование и гимназия в Битоля, след което завършва Философския факултет на Скопския университет. Пет години играе футбол за ФК „Работник“ в Битоля. След завършване на образованието си става учител в Битолската гимназия и в Педагогическото училище.
От малък пише в младежките вестници, а по-късно и в официоза „Нова Македония“. В 1964 година започва работа в „Битолски Весник“. Става постоянен кореспондент на Радио Скопие. Дописник е от Битоля и Битолско на много радиостанции по света. Поддържа връзките с изселниците от Македония.
Умира в 2007 година в Битоля.